# Tristachya biseriata
Tristachya biseriata är en gräsart som beskrevs av Otto Stapf. Tristachya biseriata ingår i släktet Tristachya och familjen gräs. Inga underarter finns listade i Catalogue of Life.